# کورک‌لی
کورک‌لی (به لاتین: Kurkli) یک منطقهٔ مسکونی در روسیه است که در شهرستان لاکسکی واقع شده‌است.